# Terapie cu laser rece

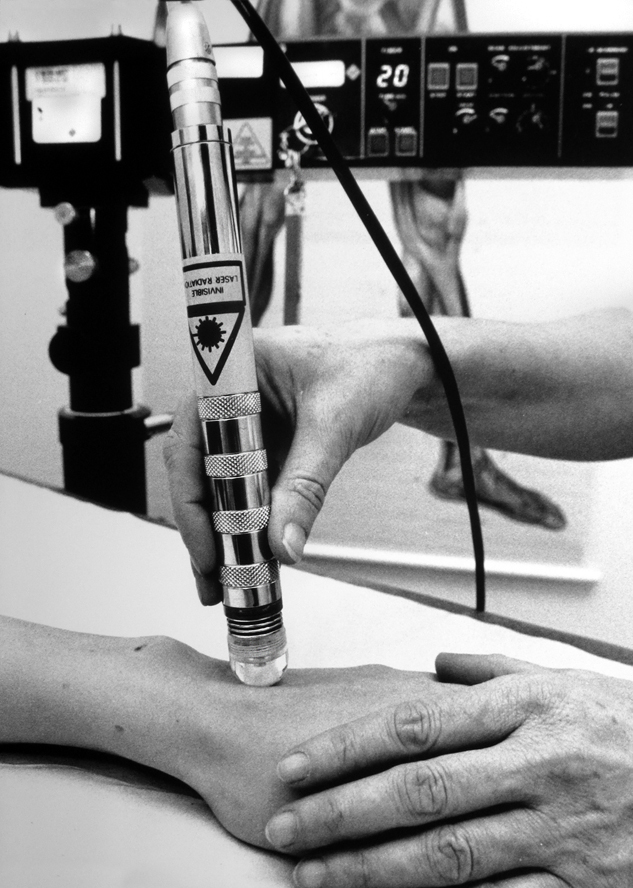
Terapie cu laser rece

Terapia cu laser rece (denumită și Terapie cu laser de nivel scăzut) se referă la o metodă de tratament medical uman și/sau veterinar care este realizată prin intermediul laserului - deci a unei lumini monocromatice și coerente. Scopul invocat al terapiei este reducerea durerii, grăbirea procesului de vindecare și combaterea inflamărilor. Efectul benefic nu au fost dovedit încă de studii medicale, cercetări medicale legate de acest subiect aflându-se de mai  mult timp în curs de desfășurare. 

## Denumiri multiple
Terapia cu laser rece este cunoscută în lumea medicală sub diverse denumiri. Pe lângă vechiul nume Terapie softlaser (tradus liber, laser blând/ușor), sunt folosiți termeni precum Terapie cu laser de nivel scăzut (LLLT, prescurtare în engleză), Biostimulare cu laser și Biomodulare laser. Numele de Terapie cu laser cu nivel scăzut este și el derutant, pentru că terapia se poate face și cu laser de înaltă capacitate. De aceea, unii oamenii de știință din acest domeniu utilizează numele de Fototerapie prin laser, deși, chiar și în literatura științifică, acest nume nu s-a impus încă peste tot.

## Istoric
Primele utilizări medicale au existat deja la doar câțiva ani după inventarea laserului în 1960. Astfel, în anul 1960 Endre Mester a cercetat la Universitatea Semmelweis din Budapesta influența radiației laser asupra țesutului, în special cu privire la posibilul efect cancerigen. În acest scop el a iradiat pielea unor cobai, care a fost făcută accesibilă în prealabil prin raderea firelor de păr. 
Rezultatele experimentelor sale le-a interpretat anume, că laserul examinat nu a avut niciun efect cancerigen, ci că părul cobailor tratați s-a regenerat evident mai repede decât în grupul de control. În experimente următoare ar fi descoperit chiar o epitelizare mai bună a unor răni greu de vindecat. Mester a publicat rezultatele sale începând cu 1967 în mai multe publicații. Aceste studii sunt văzute de unii autori astăzi ca un punct de pornire și o primă dovadă a Terapiei cu laser rece, însă o propagare științifică a experimentelor sale sau chiar o ulterioară verificare experimentală a acestora nu exista până acum.

## Mecanismul de acțiune
Procesele fotochimice pe care o radiație laser le provoacă în celule vii sunt obiectul a numeroase speculații științifice și pseudoștiințifice, acestea fiind încă neelucidate.
Protagoniștii acestei mișcări presupun că o importanță centrală o are influența radiației laser asupra mitocondriilor. Aceste organite celulare sunt în principal răspunzătoare de a-i pune celulei la dispoziție energie sub formă de adenozintrifosfat(ATP). Acest lucru are loc în lanțurile respiratoare ce se găsesc în membrana celulară internă, care sintetizează ATP prin mai multe reacții redox din adenosindifosfat (ADP) și fosfor.
Karu și alți autori ar fi găsit chiar și un mecanism , care 
prin absorbție se prinde direct de pigmenții accesori ai lanțului respirator și care prin diferite procese precum stimularea de flavonă-dehidrogenază și de citocromoxidază  duce la o directă activare a lanțului respirator  și pe drumul stimulării de porfirină  prin generarea de oxigen, urmată de oxidarea NADH-ului (nicotinamid adenin dinucleotid redus); astfel, prin activarea lanțului respirator, asociat reacțiilor menționate anterior s-ar induce în final o sinteză a ATP-ului mai crescută decât în mod normal.
Astfel, prin sinteza ATP stimulată de radiația laser și condusă de enzima numită sintează-ATP ar fi provocată o creștere a energiei celulare în forma ATP de până la 400%. ATP-ul ar fi astfel transmis de către mitocondrii mai departe în citoplasma înconjurătoare, ar crește stocul de ATP al celulei și ar stimula prin aceasta un rând de procese celulare. Totodată, un important proces chimic ar fi activarea pompei de sodiu și potasiu, care are o influență esențială asupra stabilizării potențialului de membrană al celulei  și astfel asigură spre exemplu o funcție importantă a celulelor pentru stimularea și transmiterea mai departe a durerii. 
O altă consecință esențială a concentrației ridicate de ATP este activarea sintezei ADN și ARN. și prin asta intensificarea procesului de mitoză care are o influență esențială asupra capacității de regenerare a țesutului.
Al treilea efect fundamental pe care radiația laser ar trebui să îl exercite asupra țesutului ar fi un efect antiinflamator. Aceasta se bazează pe diferite mecanisme, astfel ar fi stimulată microcirculația arterială și venoasă, care transportă mai multe leucocite și macrofage în țesutul afectat de radiația laser. Mai mult decât atât, ar fi stimulată fagocitoza leucocitelor și macrofagelor. În afară de asta ar fi stimulată dezvoltarea de anticorpi. iar prin eliberarea redusă de granulații citoplasmatice din celulele mast se diminuează tendința de inflamare.
Pe lângă aceste mecanisme de efect principale, ar mai exista un rând de alte efecte de care se pretinde că ar fi dovedite. Astfel ar fi interesant, ca la bacterii, prin lezarea membranei celulare și inhibarea enzimelor bacteriene, generarea radicalilor liberi de oxigen poate duce la o puternică inhibare.

## Utilizare
Recomandările de utilizare se îndreaptă/se concentrează mai ales spre inflamațiile pielii și a mucoaselor, precumm și fenomene de uzură, inflamare ale organelor de locomoție și încheieturi, cât și împotriva alergiilor (ca de exemplu: alergie la praful de casă, la părul de animale, la polen). 
Nu există vreo formă de uzilizare standardizată pentru terapia cu laser rece. La fel cum performanța aparatelor variază, și parametrii de utilizare sunt diferiți de la terapeut la terapeut. Aparatura cu laser rece se află printre altele în cabinetele ortopezilor (mai ales a medicilor sportivi) și al medicilor O.R.L.
Tratamentul cu laser rece este cunoscut ca nedureros și fără afecte adverse.